# Tony Yayo

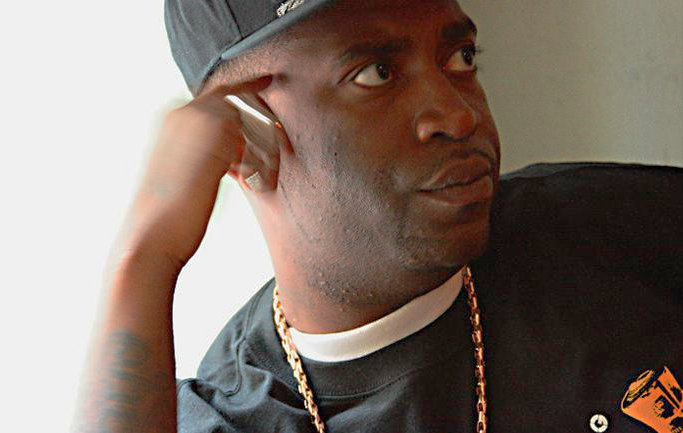
Tony Yayo (2007)

Tony Yayo (* 31. März 1978 in Queens, New York City; eigentlich Marvin J. Bernard) ist ein US-amerikanischer Rapper. Zusammen mit 50 Cent war er 1998 Mitgründer der Gruppe G-Unit.

## Biografie
Tony Yayo, 50 Cent und Lloyd Banks wuchsen im gleichen Stadtteil New Yorks, in Queens, auf. Er arbeitete auch mit The Game zusammen und unterstützte ihn auf seinem Album The Documentary bei dem Lied Runnin’. Seitdem dieser die G Unit jedoch verließ, haben beide Streit. The Game versuchte später, erneut Kontakt zu 50 Cent aufzunehmen, Tony Yayo lehnte stellvertretend für 50 Cent allerdings ab. Sein Pseudonym ist an die Hauptrolle Tony Montana im Film Scarface und das in dem Film häufig verwendete spanische Wort für Kokain llello (ausgesprochen wie Yayo) angelehnt. Auch spielte er in einigen Filmen mit. Nach dem schweren Erdbeben in Haiti 2010 half er den betroffenen Menschen und erinnerte daran, diese nicht schnell wieder zu vergessen.
Erstmals zu hören war er auf der Mixtape-Collection G Unit Radio von DJ Whoo Kid. Später wirkte er noch an dem Werk Guess Who’s Back Again mit. Aufgrund einer Verurteilung wegen illegalen Waffenbesitzes und Kautionsflucht war er von 2003 bis Anfang 2004 in Haft und konnte sich kaum am G-Unit-Debütalbum Beg for Mercy 2003 beteiligen. Während dieser Haftstrafe rief G Unit die „Free Yayo“-Kampagne ins Leben. An der Kampagne beteiligte sich unter anderem auch Eminem. Im Sommer 2005 brachte Tony Yayo ein Soloalbum, das den Titel Thoughts of a Predicate Felon trägt, heraus. Das Album konnte mit 216.000 Verkäufen in der ersten Woche Position 2 der US-Charts erreichen.
Für Juni 2011 war ein neues, bisher namenloses Album angekündigt, das allerdings verschoben wurde. Die erste Single daraus hieß Pass the Patron, auf der 50 Cent als Feature vorhanden ist und erreichte Platz 48 der US Hot Rap Songs. Die zweite Single des Albums hieß Haters. Auf dem Track sind 50 Cent, Shawty Lo, Kidd Kidd und Roscoe Dash vertreten. Sie erreichte Platz 112 der US R&B Charts.
Tony Yayo hat eine Tochter namens Maniyah.

## Diskografie

### Studioalben
| Jahr | Titel                         | Höchstplatzierung, Gesamtwochen, AuszeichnungChartplatzierungen (Jahr, Titel, Platzierungen, Wochen, Auszeichnungen, Anmerkungen) | Höchstplatzierung, Gesamtwochen, AuszeichnungChartplatzierungen (Jahr, Titel, Platzierungen, Wochen, Auszeichnungen, Anmerkungen) | Höchstplatzierung, Gesamtwochen, AuszeichnungChartplatzierungen (Jahr, Titel, Platzierungen, Wochen, Auszeichnungen, Anmerkungen) | Höchstplatzierung, Gesamtwochen, AuszeichnungChartplatzierungen (Jahr, Titel, Platzierungen, Wochen, Auszeichnungen, Anmerkungen) | Anmerkungen                           |
| Jahr | Titel                         | DE | CH | UK | US | Anmerkungen                           |
| ---- | ----------------------------- | --- | --- | --- | --- | ------------------------------------- |
| 2005 | Thoughts of a Predicate Felon | DE34 (3 Wo.)DE | CH58 (3 Wo.)CH | UK41 (2 Wo.)UK | US2 (11 Wo.)US | Erstveröffentlichung: 30. August 2005 |

### Mixtapes
- 2008: S.O.D.
- 2008: Black Friday
- 2008: Bloody Xmas
- 2009: The Swine Flu
- 2009: Swine Flu Pt. 2
- 2009: Public Enemies
- 2009: Gangsta’s Paradise
- 2010: Gun Powder Guru
- 2010: Gun Powder Guru 2, The Remixes
- 2010: Hawaiian Snow
- 2011: Gun Powder Guru 3
- 2011: El Chapo
- 2011: Meyer Lanksy
- 2011: Gun Powder Guru 4
- 2012: El Chapo 2
- 2012: Sex, Drugs & Hip-Hop
- 2013: Godfather of the Ghetto
- 2015: El Chapo 3

### Singles
| Jahr | Titel Album                                | Höchstplatzierung, Gesamtwochen, AuszeichnungChartplatzierungen (Jahr, Titel, Album, Platzierungen, Wochen, Auszeichnungen, Anmerkungen) | Höchstplatzierung, Gesamtwochen, AuszeichnungChartplatzierungen (Jahr, Titel, Album, Platzierungen, Wochen, Auszeichnungen, Anmerkungen) | Anmerkungen                                      |
| Jahr | Titel Album                                | UK | US | Anmerkungen                                      |
| ---- | ------------------------------------------ | --- | --- | ------------------------------------------------ |
| 2005 | So Seductive Thoughts of a Predicate Felon | UK28 (4 Wo.)UK | US48 (15 Wo.)US | Erstveröffentlichung: 17. Mai 2005 feat. 50 Cent |

Weitere Singles
- 2005: Curious (feat. Joe)
- 2005: I Know You Don’t Love Me (feat. G Unit)
- 2010: Pass the Patron (feat. 50 Cent)
- 2011: Haters (feat. 50 Cent, Shawty Lo und Roscoe Dash)
- 2012: I Just Wanna (feat. 50 Cent)